# Paco Campos
Francisco Campos Salamanca (Las Palmas de Gran Canaria, España, 8 de marzo de 1916-Madrid, España, 8 de septiembre de 1995) fue un futbolista y entrenador español. Jugaba como delantero y disputó diez temporadas en Primera División; nueve con el Atlético Aviación y una en las filas del Real Gijón.

## Trayectoria

### Como jugador
Comenzó jugando en equipos de su ciudad natal, como el Real Sporting San José o el Marino F. C., hasta el inicio de la Guerra Civil en 1936. Cuando concluyó la contienda empezó a jugar en el Club Aviación Nacional y, a mediados de la temporada 1939-40, se incorporó al Atlético Aviación —actual Atlético de Madrid—. Con el Atlético debutó en la Primera División de España el 7 de enero de 1940, en una victoria por 2-1 ante el Madrid F. C. En su primera temporada en el equipo consiguió un título de Liga, que además también fue el primero de la historia para su club. En la campaña siguiente repitió triunfo liguero y, en la tercera, Campos consiguió su récord goleador particular en Primera División tras anotar veinte tantos.
En 1948, fichó por el Real Gijón, conjunto que acababa de descender a Segunda División. En la campaña 1949-50, actuó de entrenador-jugador del equipo tras la marcha de Manuel Meana y hasta la incorporación de Amadeo Sánchez como técnico gijonés. En la temporada 1950-51, esta vez sólo como jugador, anotó veintisiete goles y consiguió el ascenso a la máxima categoría del fútbol español. Permaneció en el club asturiano durante otra temporada más, antes de retirarse como futbolista en 1952.
Campos disputó un total de 204 partidos en Primera División en los que marcó 127 goles, de los cuales nueve fueron en el derbi madrileño ante el Real Madrid C. F., convirtiéndose en el jugador colchonero con más tantos anotados en este enfrentamiento.

### Como entrenador
Empezó su carrera como técnico en el club donde había puesto fin su etapa como futbolista, el Real Gijón, al que dirigió en la temporada 1954-55. Posteriormente, también ocupó el banquillo del C. D. Badajoz, la U. D. Salamanca, la U. D. Las Palmas —1961-62—, el C. D. Manchego —1962-63— y el C. D. Tenerife —1963-64—.

## Selección nacional
Fue internacional con la selección española en seis ocasiones. Su debut se produjo el 12 de enero de 1941 en un encuentro ante Portugal que finalizó con empate a dos goles. Campos llegó a anotar un total de cinco goles con la camiseta de España.

## Clubes

### Clubes
Actualizado a fin de carrera deportiva.
Se inició con dieciséis años en la Segunda Regional Canaria con el Sporting San José junto a sus hermanos, hasta recalar dos años después, en 1934, en el Marino Football Club de Las Palmas de Primera Categoría en el que se desconocen sus datos estadísticos. Con ellos disputó el Campeonato de Canarias, su única contienda oficial. Allí permaneció hasta el estallido de la Guerra Civil en 1936, y fue llamado a filas y recala en el Club Aviación Nacional, que en 1939 se fusiona con el Athletic Club de Madrid para conformar el Athletic-Aviación Club.
| Marino F. C.             | 1934-35                  | 1.ª cat.                 | Inaccesible | Inaccesible | ?  | ?  | —           | —           | 0+  | 0+  | 0    |
| Marino F. C.             | 1935-36                  | 1.ª cat.                 | Inaccesible | Inaccesible | ?  | ?  | —           | —           | 0+  | 0+  | 0    |
| Aviación Nacional        | 1938-39                  | 1.ª cat.                 | Inaccesible | Inaccesible | —  | —  | 4           | 1           | 4   | 1   | 0.25 |
| Athletic-Aviación        | 1939-40                  | 1.ª                      | 17          | 8           | 4  | 1  | 10          | 9           | 31  | 18  | 0.58 |
| Atlético Aviación        | 1940-41                  | 1.ª                      | 22          | 16          | 5  | 2  | Inexistente | Inexistente | 27  | 18  | 0.67 |
| Atlético Aviación        | 1941-42                  | 1.ª                      | 25          | 20          | 5  | 3  | Inexistente | Inexistente | 30  | 23  | 0.77 |
| Atlético Aviación        | 1942-43                  | 1.ª                      | 25          | 15          | 6  | 3  | Inexistente | Inexistente | 31  | 18  | 0.58 |
| Atlético Aviación        | 1943-44                  | 1.ª                      | 22          | 17          | 9  | 7  | Inexistente | Inexistente | 31  | 24  | 0.77 |
| Atlético Aviación        | 1944-45                  | 1.ª                      | 23          | 12          | 6  | 2  | Inexistente | Inexistente | 29  | 14  | 0.48 |
| Atlético Aviación        | 1945-46                  | 1.ª                      | 26          | 9           | 6  | 7  | Inexistente | Inexistente | 32  | 16  | 0.50 |
| Atlético de Madrid       | 1946-47                  | 1.ª                      | 22          | 14          | 1  | —  | Inexistente | Inexistente | 23  | 14  | 0.61 |
| Atlético de Madrid       | 1947-48                  | 1.ª                      | 11          | 9           | 3  | —  | Inexistente | Inexistente | 14  | 9   | 0.64 |
| Total Atlético de Madrid | Total Atlético de Madrid | Total Atlético de Madrid | 193         | 120         | 45 | 25 | 10          | 9           | 248 | 154 | 0.62 |
| Real Gijón               | 1948-49                  | 2.ª                      | 25          | 20          | 2  | 1  | Inexistente | Inexistente | 27  | 21  | 0.78 |
| Real Gijón               | 1949-50                  | 2.ª                      | 19          | 12          | 1  | —  | Inexistente | Inexistente | 20  | 12  | 0.60 |
| Real Gijón               | 1950-51                  | 2.ª                      | 27          | 29          | 2  | 1  | Inexistente | Inexistente | 29  | 30  | 1.03 |
| Real Gijón               | 1951-52                  | 1.ª                      | 11          | 7           | —  | —  | Inexistente | Inexistente | 11  | 7   | 0.64 |
| Total Real Gijón         | Total Real Gijón         | Total Real Gijón         | 82          | 68          | 5  | 2  | 0           | 0           | 87  | 70  | 0.80 |
| Total clubes             | Total clubes             | Total clubes             | 275         | 188         | 50 | 27 | 14          | 10          | 339 | 225 | 0.66 |
| 1. 2. 3. 4.              |                          |                          |             |             |    |    |             |             |     |     |      |

### Como entrenador
| Club             | País   | Año                 |
| ---------------- | ------ | ------------------- |
| Real Gijón       | España | 1949-1950 1954-1955 |
| C. D. Badajoz    | España | 1957                |
| U. D. Salamanca  | España | 1960-1961           |
| U. D. Las Palmas | España | 1962                |
| C. D. Manchego   | España | 1962-1963           |
| C. D. Tenerife   | España | 1963-1964           |

## Palmarés

### Campeonatos nacionales
| Título              | Club              | País   | Año  |
| ------------------- | ----------------- | ------ | ---- |
| Liga española       | Atlético Aviación | España | 1940 |
| Copa de Campeones   | Atlético Aviación | España | 1940 |
| Liga española       | Atlético Aviación | España | 1941 |
| Copa Presidente FEF | Atlético Aviación | España | 1947 |

### Torneos regionales
| Título                                | Club              | País   | Año  |
| ------------------------------------- | ----------------- | ------ | ---- |
| Campeonato Regional Centro            | Atlético Aviación | España | 1939 |
| Copa Presidente Federación Castellana | Atlético Aviación | España | 1941 |